# Wissa Nyqvist
Adolfina Emilia Lovisa (Wissa) Matilda Nyqvist, tidigare Fock, född 12 maj 1850 i Bjurbäcks församling, Skaraborgs län, död 27 april 1933 i Jönköping, Jönköpings län, var en svensk författare.

## Biografi
Wissa Nyqvist föddes 1850 i Bjurbäcks församling. Hon var dotter till överstelöjtnanten Carl Fock och Matilda Charlotta Almark. Nyqvist gifte sig 1899 med lektorn Johan Isak Nyqvist (död 1900). Hon kallade sig även Tant Lisa. Nyqvist avled 1933 i Jönköping. Hon är begravd på Östra kyrkogården i Jönköping.

## Psalmer
- Kämpar vi äro, fanan vi bära.[6]